# Madasphecia puera
Madasphecia puera là một loài bướm đêm thuộc họ Sesiidae. Nó được biết đến ở châu Phi.